# 安楽土町
安楽土町（あらとちょう）は、群馬県桐生市の旧町名である。
現在の東二丁目・三丁目の南部と東五丁目の北部にあたる。1966年（昭和41年）の住居表示の実施により、東二・三・五丁目の一部となった。

## 地理
桐生市の中部に位置し、諏訪町・芳町・今泉町・清水町・栄町とともに桐生市第七区に属していた。
東部は桐生川を境として菱町に、南部は清水町に、西南部は今泉町に、西北部は諏訪町に、北部は芳町にそれぞれ接していた。
1873年（明治6年）から1889年（明治22年）にかけて存在していた安楽土村の東部にあたる。

## 歴史
かつての今泉村の一部にあたる。1873年（明治6年）に、今泉村、堤村、本宿村、村松村が合併して安楽土村となる。
1889年（明治22年）の町村制施行により、桐生新町、新宿村、安楽土村、下久方村、上久方村平井が合併して桐生町が発足、安楽土村は桐生町の大字の一つとなる。1921年（大正10年）の市制施行を経て、1929年（昭和4年）に大字が廃止され大字安楽土は東町、泉町、高砂町、旭町、常盤町、川岸町、諏訪町、芳町・安楽土町、今泉町、清水町、栄町に分割され消滅した。
1966年（昭和41年）の住居表示の実施に伴う町名変更により、安楽土町の西北部が東二丁目、東北部が東三丁目、南部が東五丁目の一部となった。